# Salto (Uruguai)
Salto, anteriormente Salto Oriental, é uma cidade e capital do departamento de Salto, Uruguai, situada a 498 km de Montevidéu. Localiza-se na margem oriental do rio Uruguai, limitando-se com a cidade de Concordia, na Argentina. A Ponte Salto Grande, construída sobre a represa homônima, conecta as duas cidades.
O nome do local provém do fato de que o rio Uruguai possuía uma elevação (conhecida como Itú na língua guarani) derivada das rochas em seu leito. O centro da cidade situa-se a cerca de 18 km a sul da barragem e do reservatório. A Estrada Nacional 3 é a principal via de comunicação com o resto do departamento. A localidade é servida pelo Aeroporto de Salto.

## História

### Primeiros povos, e fundação de Salto
Segundo documentações arqueológicas, estima-se que já existiam povos indígenas há cerca de 10.000 anos na região de Salto. A fundação oficial da cidade ocorreu em 8 de novembro de 1756.
Durante a Guerra do Guarani, o governador do Rio da Prata e o Marquês de Valdelirios pediram ao governador de Montevidéu para se mudar para o norte com um exército de 400 homens para a conclusão do Tratado de Madrid. Em 1757, o governador de Montevidéu e o governador de Buenos Aires construíram o Forte de Santo Antônio, onde 100 homens se fixaram porque não conseguiam acompanhar a navegação no rio Uruguai. O forte foi uma instalação militar que iniciou a atual organização geográfica da cidade de Salto, e da cidade de Concórdia, na Argentina. Nessa época, passaram tropas espanholas que lutavam para acabar com um dos sítios de Portugal na Colônia do Sacramento. As instalações serviram por sete anos para abastecer o exército. O Forte foi abandonado em 1763, mas deixou residentes na região que hoje corresponde ao território de Salto.

### Exílio dos jesuítas
Em 16 de junho de 1768, o forte foi ocupado pelo governador de Buenos Aires com 1.500 soldados para ratificar a expulsão dos jesuítas de todo o território colonial espanhol, como ordenado pelo Rei Carlos III. Começaram através da captura de uma das missões da Companhia de Jesus, denominada Reducción de Yapeyú. O Forte de Santo Antônio serviu como depósito de armas, e mais tarde como uma prisão para os sacerdotes. Enquanto os jesuítas eram capturados, o tenente Nicolás Garcia administrava o forte. 
O forte e seus habitantes foram destruídos pela grande inundação do rio da prata. O complexo militar foi reconstruído, mas dessa vez no lado ocidental do rio, onde hoje se localiza a cidade argentina de Concórdia. No final do século XVIII, a cidade já tinha residentes permanentes. 

## População

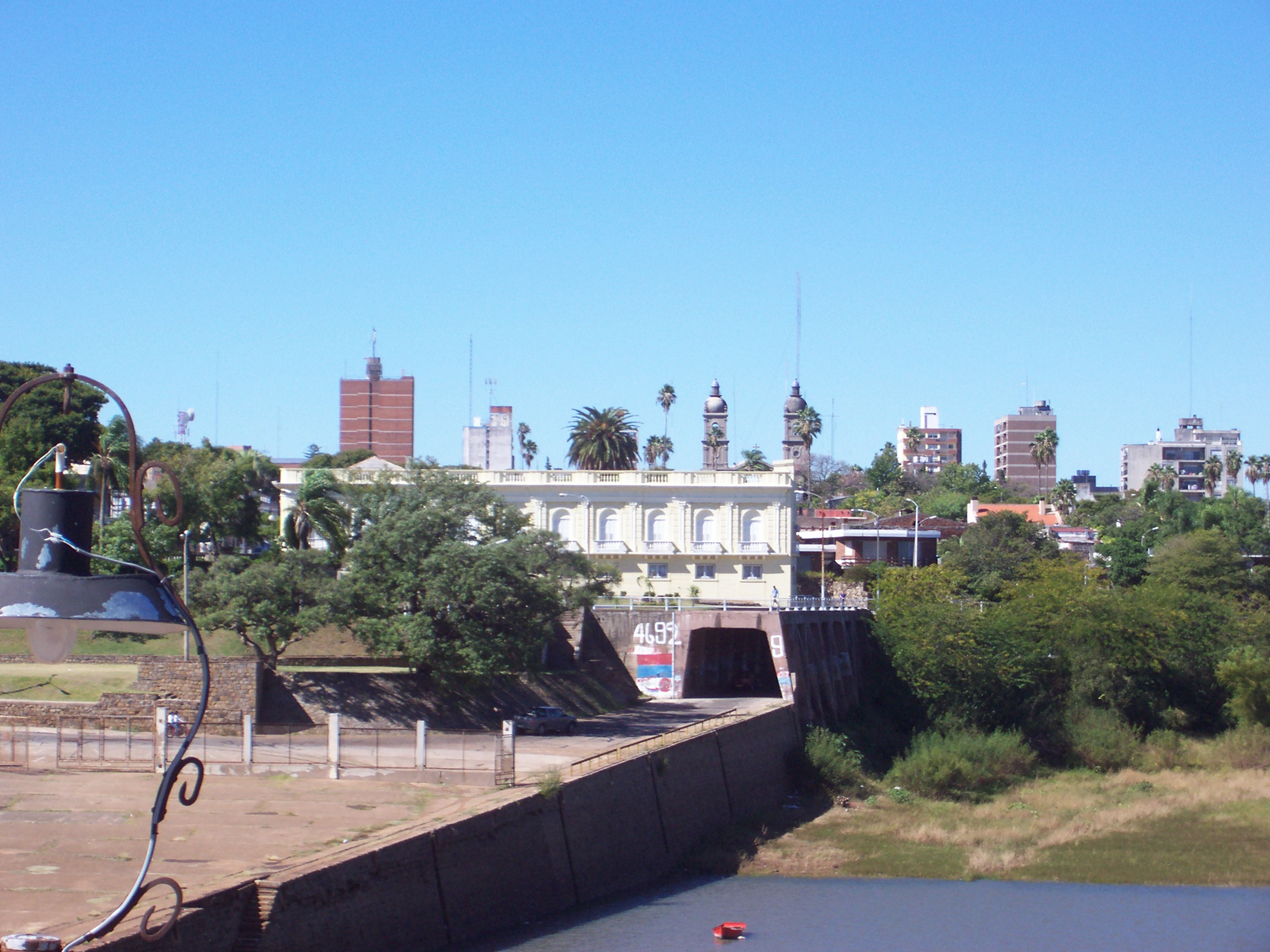
Vista da cidade a partir do porto

Segundo o censo de 2011, a cidade tem uma população de 106.011 habitantes, dos quais 53,131 são homens, e 53,880 são mulheres. Isto torna a terceira maior cidade do Uruguai depois de Montevidéu e de Ciudad de la Costa. Com sua área metropolitana, a população chega aos 125.000 habitantes. A estimativa de 2017 é que a cidade tenha chegado aos 112 mil habitantes. 

## Economia
A economia da cidade é movida principalmente pelos setores do comércio, turismo, serviços e indústria, recendo destaque pela produção de frutas cítricas. A cidade é cercada por um cinturão de fazendas envolvidas na produção destes frutos, cuja maturação é favorecido por um clima mais quente que o do sul. A uva Harriague, base dos vinhos Tannat, é a única variedade reconhecida internacionalmente para o país. 

## Cidadãos notórios
- Luis Alberto Suárez, futebolista.
- Edinson Cavani, futebolista.
- Pedro Rocha, futebolista.
- José Leandro Andrade, futebolista.
- Mauricio Moreira, ciclista.